# Cantiga de amigo
Cantiga de amigo ou cantiga d'amigo em galego-português é um género medieval de poesia lírica, aparentemente enraizada em uma tradição de canções em voz feminina nativa do quadrante noroeste da Península Ibérica.

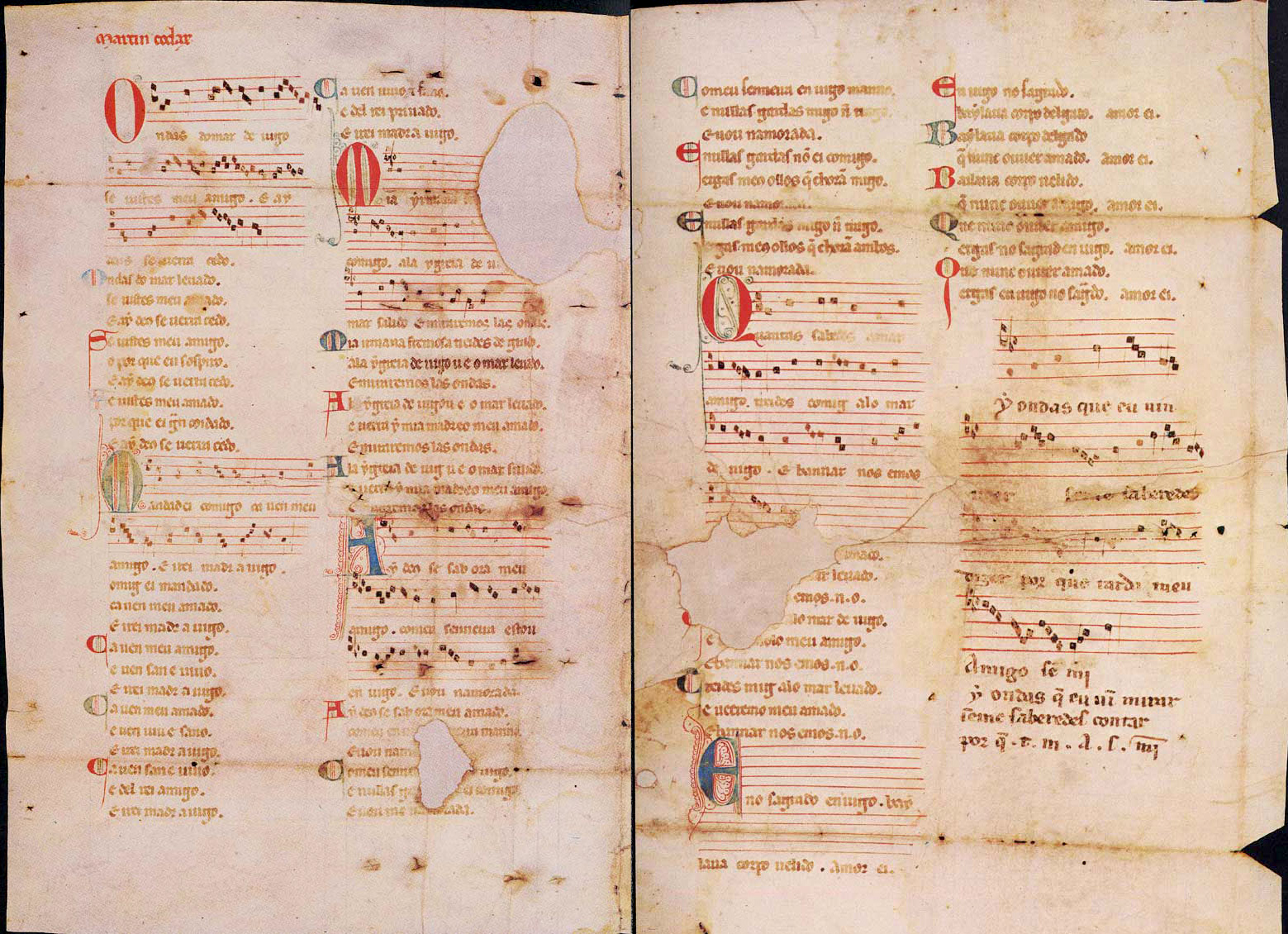
Manuscrito das cantigas de amigo de Martim Codax, século XII

De acordo com Rip Cohen, "em 98% das composições quem fala é uma garota, a mãe dela, sua amiga ou um garoto (a quem é dada voz apenas em diálogos com a garota – no qual ela inicia). A garota pode falar com qualquer um dos outros três personagens, mas eles podem apenas a endereçar (não há nenhuma comunicação diretamente representada entre os outros três personagens: mãe, amiga e garoto não se falam no palco). Há uma dezena de cantigas com uma voz narrativa exterior, mas a maioria delas incluem palavras da canção de uma garota".
A quantidade de situações, apesar de limitada, é ainda maior do que nas cantigas de amor, e a quantidade de atos de fala é ainda maior.
- A garota diz adeus a seu garoto, ou o saúda em seu retorno. Ela fica zangada com ele quando ele sai sem sua permissão, não aparece a um encontro ou o vê conversando com outra garota. Ela o pede para retornar depois da briga. Algumas outras vezes ela pede sua mãe para o ver, ou diz que ela vai o encontrar ou diz que foi o ver. Frequentemente ela narra, antecipa ou faz algo sem conversar com algum dos outros personagens.

- A amiga tenta persuadir a garota para que ela seja receptiva com o garoto, para que ela o perdoe depois de uma briga, ou em algumas vezes ela a aconselha a desistir dele.

- A mãe deixa a garota ir visitar o garoto, ou oferece ir junto com ela, ou não dá permissão. Ela também pode dar conselhos de como fazer as pazes depois de uma briga, ou dizer que a avisou quando as coisas dão errado.

- O garoto (sempre em diálogo) diz adeus a ela, ou a saúda quando ele retorna, pede favores a ela, ou a implora por perdão.

Por sua vez, a retórica da cantiga de amigo, apesar de ser mais simples do que as outras cantigas, é mais complexa do que frequentemente era permitido, lentamente articulando uma ação (ou emoção) presente por repetição com variação, e normalmente segurando informação importante até o final. Há insultos, mas leves se comparado com as cantigas de escárnio e maldizer. Obscenidade e referências sexuais abertas são tabu, assim como na cantiga de amor.
Muito tem sido dito sobre o simbolismo da natureza nesse gênero, mas o "simbolismo erótico nesse gênero, apenas de corretamente ter atraído atenção (...) não é tão comum quanto se era imaginado. Algumas dezenas fazem isso dele (por exemplo, um encontro junto ao rio, nascente ou à beira-mar). Muito mais frequentemente a sexualidade é expressada por palavras em código, como veer, falar e fazer ben".
O que principalmente distingue a cantiga de amigo de outros gêneros é seu foco em um mundo de comunicação em voz feminina. Os exemplos mais antigos dessa cantiga que sobreviveram são datadas por volta dos anos 1220, e quase todas as 500 foram compostas antes de 1300. Cantigas de amigo são encontradas principalmente no Cancioneiro Colocci-Brancuti, agora na Biblioteca Nacional de Lisboa, e no Cancioneiro da Vaticana, ambos copiados na Península Italiana no começo do século XVI (possivelmente por volta de 1525) por ordem do humanista italiano Angelo Colocci. As sete cantigas de Martim Codax também são contidas, junto com a música de todas exceto um texto no Pergaminho Vindel, provavelmente um pergaminho da metade do século XIII e único em toda a filologia românica.
Estilisticamente, elas são caracterizadas por formas estróficas simples, com repetição, variação e paralelismo, e são marcadas pelo uso de um refrão (88% dos textos). Elas constituem o maior corpus de líricas de amor em voz feminina que sobreviveram em toda a Europa antiga ou medieval. Há oitenta e outro autores, todos homens, os mais conhecidos sendo o rei Dinis I de Portugal (52 cantigas), Johan Airas de Santiago (45), Johan Garcia de Guilhade (22), Juião Bolseiro (15), Johan Baveca (13), Pedr' Amigo de Sevilha (10), João Zorro (10), Pero Meogo (9), Bernal de Bonaval (8), Martim Codax (7). Até Meendinho, autor de uma única cantiga, foi aclamado como um poeta mestre.
A cantiga de amigo foi dita ter características em comum com a kharajat moçárabe, mas essas podem ser apenas coincidências de composições em voz feminina com temas eróticos.

## Exemplo
Vejamos um exemplo duma cantiga de amigo da autoria do rei D. Dinis:

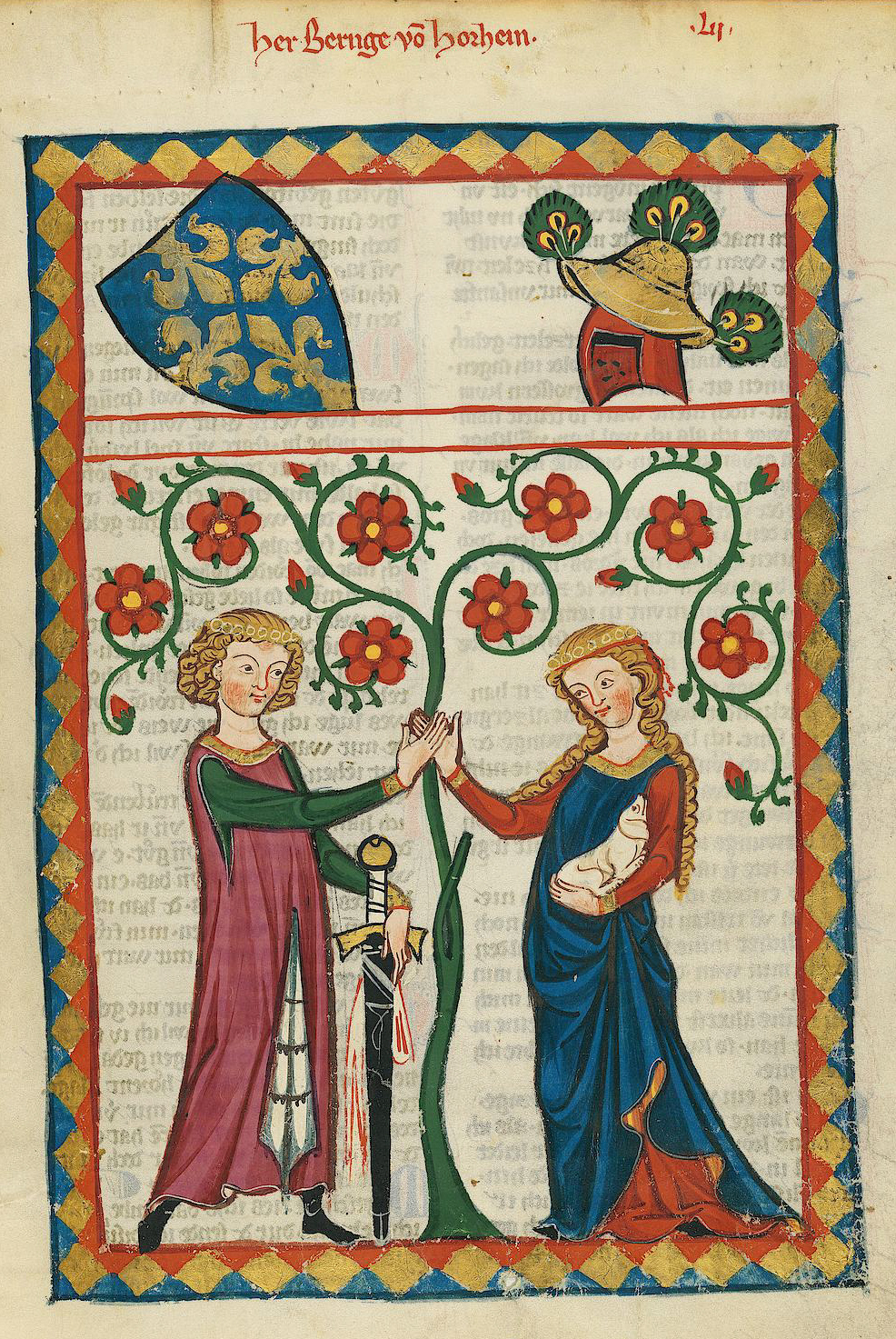
Na cantiga Ai flores, ai flores do verde pino, de D. Dinis, as flores respondem e tranquilizam uma donzela saudosa e preocupada com a ausência do seu amado.

| “ | Ai flores, ai flores do verde pino, se sabedes novas do meu amigo? Ai Deus, e u é? Ai flores, ai flores do verde ramo, se sabedes novas do meu amado? Ai Deus, e u é? Se sabedes novas do meu amigo, aquel que mentiu do que pôs conmigo? Ai Deus, e u é? Se sabedes novas do meu amado, aquel que mentiu do que mi há jurado? Ai Deus, e u é? Vós me preguntades polo voss'amigo e eu bem vos digo que é san'e vivo. Ai Deus, e u é? Vós me preguntades polo voss'amado e eu bem vos digo que é viv'e sano. Ai Deus, e u é? E eu bem vos digo que é san'e vivo e será vosco ant'o prazo saído. Ai Deus, e u é? E eu bem vos digo que é viv'e sano e será vosco ant'o prazo passado. Ai Deus, e u é? | ” |

## Sub-géneros
Distinguem-se vários sub-géneros:
- Barcarolas ou marinhas: ocorrem na presença do mar, que adquire certa personalização ao se lhe dirigir a amiga como seu confidente.
- Romarias: a amiga está num santuário, ermita ou capela, lugar de reunião que serve de pretexto para o encontro dos apaixonados. Este contexto é exclusivo da literatura galego-portuguesa.
- Bailias: composições alegres e festivas nas quais se realiza um convite à dança.
- Alvas, albas ou alvoradas: faz-se referência ao amanhecer; nas "alvas" provençais os amantes separavam-se após terem pernoitado juntos.

As cantigas de amigo têm uma estrutura muito formalizada e rígida que se baseia na repetição. Os elementos característicos são:
- Paralelismos: repetição da mesma ideia em duas estrofes sucessivas nas que só mudam as palavras finais de cada verso ou a ordem delas, com o que varia a rima.
- Leixa-pren: repetição dos segundos versos de um par de estrofes como primeiros versos do par seguinte, o que acentua o paralelismo entre as estrofes que o possuem.
- Refrão: verso ou versos repetidos ao final de cada estrofe.